# Peter Hinterdorfer
Peter Hinterdorfer (* 13. Jänner 1963 in Bad Aussee, Österreich) ist ein österreichischer Physiker und Universitätsprofessor am Institut für Biophysik an der Johannes Kepler Universität (JKU) Linz.

## Leben
Hinterdorfer studierte Technische Physik an der Johannes Kepler Universität Linz, wo er 1992 promoviert wurde. Bereits während seines Doktoratsstudiums (1988–1992) war er als wissenschaftlicher Mitarbeiter am Institut für Biophysik tätig. Danach war Hinterdorfer ein Jahr als wissenschaftlicher Mitarbeiter am Department of Molecular Physiology and Biological Physics an der University of Virginia, USA, tätig. Nach seiner Heimkehr 1993 trat er die Stelle als Universitätsassistent am Institut für Biophysik an der JKU Linz an, wo er 2001 habilitiert wurde. Hinterdorfer wurde mit 1. Jänner 2010 zum Universitätsprofessor am Institut für Biophysik berufen.

## Arbeits- und Forschungsschwerpunkte
- Rastersondenmikroskopie